# 토니 리노
토니 페터 니미스퇴(스웨덴어: Tony Peter Niemistö, 1963년 2월 10일 ~ )는 은퇴한 스웨덴의 음악가로, 원래 록 밴드 유럽의 드러머였던 토니 리노(스웨덴어: Tony Reno)로 잘 알려져 있다. 그는 유럽의 첫 두 앨범인 Europe과 Wings of Tomorrow에서 연주했다. 그는 프로듀서 토마스 에르트만에 의해 1984년 Wings of Tomorrow 투어의 2차전 전에 밴드 멤버들에게 알리지 않고 해고되었다. 이후 유럽의 드러머는 이안 하우글랜드로 대체되었다.
1986년 니미스퇴는 미키 디를 대신하여 헤비 메탈 밴드 게이샤에 합류했다. 니미스퇴는 그의 예명을 토니 레이스로 바꿨지만, 결국 그는 다시 그의 본명을 사용하게 되었다. 게이샤는 2년 후에 해체하기 전인 1987년에 Phantasmagoria 앨범을 발표했다. 게이샤의 보컬리스트 옌즈 샤이엔은 그 후 니미스퇴가 합류한 밴드 =Y=를 결성했다. 그들은 1991년에 EP =Y=를, 1992년에 앨범 Rawchild를 발표했다.
니미스퇴는 29년 동안 유럽과 관련된 어떤 것에도 참여하지 않았다. 그 활동은 그들의 오리지널 앨범 발매 30주년을 기념하던 2013년에 끝났다. 니미스퇴는 1983년 앨범 커버의 캔버스 복제품 30장에 사인을 했고, 그 후 10개의 기타 경매(그 중 'The Final Countdown'의 수익금은 필리핀의 'Médecins Sans Frontier' 단체의 노력으로 기부되었다)에 참여했고, 그곳에서 그는 데뷔 앨범의 예술이 담긴 기타에 사인을 했다.
니미스퇴는 현재 스웨덴의 발렌투나에 거주하고 있으며, 이곳에서 컴퓨터 회사에 근무하고 있다.